# マレー人
マレー人（マレーじん）とは、本来はマレー半島、スマトラ島東海岸、ボルネオ島沿岸部などに住んでマレー語を話し、マレー人と自称する人々（民族）のことを指し、マレー語ではムラユ Melayu と呼ぶ。漢字では馬来人と表記した。
広義にはマレーシア、シンガポール、ブルネイ、インドネシア、フィリピン、タイ南部、カンボジアの一部など東南アジア島嶼部（マレー諸島）の国々に住む人々の総称であるが、これは人種的な意味（南方系古モンゴロイドのインドシナ人種とオーストラロイドの混血であるインドネシア・マレー人種）で用いることが多い。一部は、スリランカや南アフリカに移住し、スリランカマレーやケープマレーと呼ばれている。

## 起源

### プロト・マレーモデル
プロトマレーはオーストロネシア人を起源としており、紀元前2500年～紀元前1500年の間の長期にわたる移動の末、マレー半島に移住した。 The Encyclopedia of Malaysia: Early Historyには、マレー人の起源について、3つの説が記載されている。
- 雲南説（メコン川移住説）（1889年出版）- プロトマレーは雲南に起源を持つという説は R.H Geldern, J.H.C Kern, J.R Foster, J.R Logen, Slamet Muljana,  Asmah Haji Omarによって支持されている。この仮説を支持する他の証拠として、マレー半島で見つかったの石器が中央アジアのものとよく似ていること、マレー人の習慣がアッサム地方の習慣によく似ていることがある。
- 船乗り説（スンダ説）（1965年出版）-　プロトマレーは海洋事情に精通し、かつ農業技術を持った船乗りであると信じられている。彼らは広大な海洋を島から島へ長距離航海し、今日のニュージーランド、マダガスカルまで至った。そして、彼らは2000年近くにわたり、案内役、船員、労働者としてインド人、ペルシャ人、中国人の貿易に従事した。長年にわたって、彼らは多くの土地に定住し、多くの文化、信仰を取り入れた。
- 台湾説（1997年出版）- 中国南部からの集団の移住が6000年前にあり、一部が台湾に移動（今日の台湾先住民がその子孫）し、その後フィリピン、ボルネオ（およそ4500年前）（今日のダヤク族他）に至った。この集団はさらに分かれ、スラウェシ、ジャワ、スマトラへ至った。彼らはオーストロネシア語族に属す言語を話す。マレー半島に至ったのは最後であり、およそ3000年前のことである。ボルネオからは一部集団が Campa（今日のベトナム中南部）に約4500年前に移住した。ドンソン文化の担い手やホアビンヒアン文化の担い手がベトナムやカンボジアから移住してきた痕跡も存在する。これらの集団はみな、台湾起源の遺伝子と言語を有しており、台湾（先住民）の集団は中国南部に起源をたどることができる[9]。

#### 第二波マレー人
第二波マレー人は青銅器時代にプロトマレーに続いてやってきたオーストロネシア人である。彼らはより高度な農耕技術と冶金に関する新たな知識を携えていた。第二波マレー人は、先住者とは異なり遊牧民ではなく、en:kampongに定住した。彼らの暮らしは普段は河川沿いや海岸沿いに適合したものであり、概して、自給自足を行っていた。 紀元前1世紀の終わりまでに、kampongsは外の世界との交易を開始した。第二波マレー人は今日のマレー人の直接の祖先と考えられている。

### 遺伝子分析
現代のマレー人の遺伝子研究は、マレー人が複雑な遺伝的混合を経ていることを示している。遺伝子分析からは、マレー人は遺伝的に多様であり、内部の集団間で相当な変異があることが明らかになった。変異は長期間にわたる地理的隔離と独立した混合によっておこった可能性が考えられる。研究からは、典型的な単一の遺伝子構成ではなく、4つの祖先（オーストロネシア人、プロトマレー、東アジア人、南アジア人）に由来する構成成分をもつことが示されている。
マレー人の遺伝子を構成する最も大きな成分はオーストロネシア系先住民とプロトマレー由来のものである。オーストロネシア人の構成成分は台湾のアミ族やアタヤル族の人々と関連があり、東南アジア人のオーストロネシア系成分の遺伝子分析からは「出台湾」説が支持される。一方でその成分の多くは土着のものであり、台湾由来のものはもっと少ないと主張する人もいる。プロトマレーは雲南から移住してきたことが遺伝的に証明されており、それは4000-6000年前である。南アジア人
インド人との混合は古代（インドネシア・マレー人の一部では2250年前と推定されている）と考えられる。一方で東アジア人（中国人）との混合は最近（100-200年前）と考えられるが、ジャワでは一部15世紀よりも前に起こったようである。その他にも少数の構成成分として、ネグリト（マレー半島の先住民）や中央アジア人やヨーロッパ人があり、彼らとの混合は175-1,500年前に起こったと推定される 。 
マレー人内においても、マレー半島の南部と北部で遺伝的にクラスターが異なっている。

#### Y-DNA
マレー人のY染色体ハプログループは、以下となっている。
- 出アフリカ後 南ルート[21]（オーストラロイド系）
  - F(xK)：7.7％
  - K(xN,O,P)：7.7%
- 出アフリカ後 北ルート[21]（モンゴロイド系）
  - O1a：38.5％
  - O1b1a1a：7.7％
  - O2：23.1％

## サブグループ
| 集団名                                                    | 歴史上の地域 | 主な居住地域 |
| --------------------------------------------------------- | --- | --- |
| バンカ・ブリトゥン・マレー                                | | バンカ・ブリトゥン州 |
| バンコク・マレー                                          | | ミンブリー区、ノーンチョーク区、 ラムルークカー郡 ムアンパトゥムターニー郡、 アユタヤ県 |
| ブンクル・マレー                                          | | ブンクル州 |
| ブラウ・マレー                                            | | ブラウ県 |
| ブルネイ・マレー                                          | - ブルネイ帝国（7世紀－14世紀） - ブルネイ（1363年－現代） | ブルネイ · ラブアン、 サラワク州、 サバ州 |

マレー人はインドネシアにおいて、他の民族集団に囲まれて居住している。マレー人はインドネシアにおいて最も広範囲に広がっている民族の一つで、この図では緑色をマレー人、その他マレー系民族集団を濃い緑または薄い緑で記している。この図からはマレー人がスマトラ島の東海岸とカリマンタン島の沿岸部に居住しているのが判る。

| ブギス・マレー （マレー人に同化したブギス族）             | - リンギ・スルタン国（1700年－1777年） - セランゴール・スルタン国（1745年－現代） | セランゴール州、 ジョホール州、 パハン州 · リアウ州、 リアウ諸島州 |
| ダイリ・マレー                                            | - アサハン・スルタン国（1630年－1946年） - ダイリ・スルタン国（1630年－現代） - ランガット・スルタン国（1568年－現代） - スルダン・スルタン国（1728年－1946年） | 北スマトラ州 |
| ジャンビ・マレー                                          | - ジャンビ王国（7世紀） - ダルマスラヤ（1183年－1347年） - ジャンビ・スルタン国（1460年－1907年） | ジャンビ州 |
| ジャワ・マレー （マレー人に同化したジャワ人）             | | ジョホール州、 セランゴール州 · ペラ州、 ケダ州 |
| ジョホール・マレー                                        | - ジョホール王国（1528年－現在） - ムアール・スルタン国（1707年－1877年） | ジョホール州 |
| ケダ・マレー                                              | - ブジャン・バレー文明（1世紀） - ランカスカ（2世紀－14世紀） - ケダ王国（7世紀－12世紀） - ケダ・スルタン国（1136年－現代） - クバン・パス王国（1841年－1864年） - プルリス王国（1842年－現代）                                                                            | ケダ州、 プルリス州、 ペナン州 · ペラ州、 サトゥーン県、 トラン県 · クラビー県、 プーケット県、 パンガー県 · ラノーン県、 ナコーンシータンマラート県 · パッタルン県、 ソンクラー県、 ヤラー県 · タニンダーリ管区 |
| クランタン・マレー                                        | - チ・トゥ王国（1世紀－6世紀） - クランタン・スルタン国（1267年－現代） - ジェムバル・スルタン国（1638年－1720年） | クランタン州 |
| Loloan Malay                                              | | ジュンブラナ県 |
| マラッカ・マレー                                          | - マラッカ王国（1402年－1511年） | ムラカ州 |
| ミナンカバウ・マレー （マレー人に同化したミナンカバウ人） | - ヌグリ・スンビランの首長領（1773年－現代） | ヌグリ・スンビラン州、 セランゴール州 |
| パハン・マレー                                            | - パハン・スルタン国（1470年－現代） | パハン州 |
| パレンバン・マレー                                        | - シュリーヴィジャヤ王国（7世紀－13世紀） - パレンバン・スルタン国（1550年－1823年） | 南スマトラ州 |
| パタニ・マレー                                            | - ナコーンシータンマラート王国（10世紀－15世紀） - ランカスカ（2世紀－14世紀） - パタニ王国（1516年－1771年） - Singgoraスルタン国（1603年－1689年） - レーマン・スルタン国（1785年－1909年）                                                                               | パッターニー県、 ヤラー県、 ナラーティワート県 · ソンクラー県、 クラビー県、 ケダ州 · クランタン州 |
| ペラ・マレー                                              | - ガンッガ・ネガラ（2世紀－11世紀） - ペラ・スルタン国（1528年－現代） | ペラ州 |
| ポンティアナック・マレー                                  | - ダンジュンプラ王国（880年－1590年） - Matamスルタン国（1590年－1948年） - ポンティアナック・スルタン国（1771年－1950年） - サンバス・スルタン国（1675年－1944年） | 西カリマンタン州 |
| リアウ・マレー                                            | - リアウ-リンガ・スルタン国（1824年－1911年） - ビンタン・スルタン国 - シアク王国（1725年－1949年） - プララワン・スルタン国（1791－1946年） - Kuntu Kamparスルタン国（1234年－1933年） - イドゥラギリ・スルタン国（1298年－1963年） - ロカン・スルタン国（1569年－1940年） | リアウ州、 リアウ諸島州、 リマプルコタ県 パサマン県 |
| サラワク・マレー                                          | - サラワク・スルタン国（1598年－1641年） | サラワク州 |
| シンガポール・マレー                                      | - シンガプラ王国（1299年－1398年） | シンガポール |
| スリランカ・マレー                                        | | スリランカ |
| タミアン・マレー                                          | - Bukit Karang Kingdom（1023年－1330年） - ベヌア・タミアン・スルタン国（1330－1528年） | アチェ・タミアン県 |
| トレンガヌ・マレー                                        | - トレンガヌ・スルタン国（1708年－現代） | トレンガヌ州 |